# Udenrigstjenesten
Udenrigstjenesten betegner den samlede danske stats udenrigstjeneste. Tjenestens formål er beskrevet i Lov om udenrigstjenesten fra 1983 og i følgende ændringer og tilføjelser. Den danske udenrigstjeneste er etableret for at varetage den danske stats relationer til andre lande, nationer og visse internationale organisationer herunder EU, FN og OECD. Udover at have ansvaret for Danmarks relationer med udenlandske aktører og Danmarks deltagelse i internationale samarbejder står Udenrigstjenesten desuden for behandlingen af folkeretslige spørgsmål samt hjælp og sagsbehandling i sager med danske statsborgere og danske virksomheder i udlandet.:13 
Populært forstået er udenrigstjenesten samlingen af Udenrigsministeriets ambassader, konsulater, missioner og handelskontorer under ét, hvorfor Udenrigstjenesten og Udenrigsministeriet ofte bruges som synonyme organisationer, der har samme funktioner. Da tjenesten er samlet under én enhed, betyder det at tjenestens enkelte enheder f.eks. ambassader indgår i én samlet myndighed, der styres fra Udenrigsministeriet i København.:58  Tjenestens organisering adskiller sig derfor fra andre organisationsstrukturer i Centraladministrationen, hvor der er større adskillelse mellem et ministeriums departement og underordnede styrelser.:5 Udenrigstjenesten består formelt således af tre søjler: Udenrigsministeriet, diplomatiske missioner og konsulære repræsentationer.